# Terremoto de Aysén de 2007

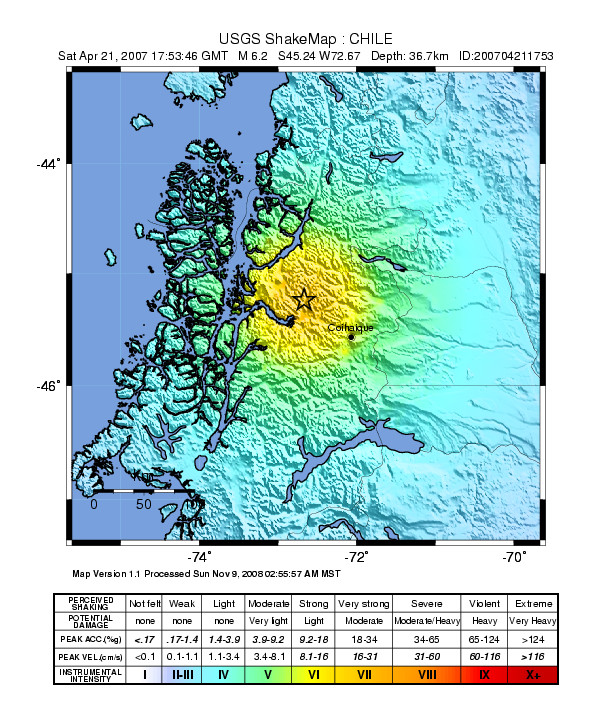
USGS ShakeMap Evento principal

El Sismo de Aysén de 2007 fue un sismo registrado el 21 de abril de 2007 a las 17:53 UTC (13:53 hora local). Su epicentro se localizó en las cercanías de la ciudad de Puerto Aysén, Chile, y tuvo una Escala sismológica de magnitud de momento de 6,2. El sismo vino acompañado de un tsunami con olas de más de 6 metros.
De acuerdo a la Oficina Nacional de Emergencia (Onemi), el terremoto fue sentido en toda la Región de Aysén, con una intensidad en la escala de Mercalli de VII en Puerto Aysén y Puerto Chacabuco, y de VI en Coyhaique.
El movimiento telúrico provocó algunos daños menores en infraestructura, el derrumbe de parte de un cerro y el corte del suministro eléctrico en las principales ciudades de la zona. De las 10 víctimas, sólo fueron recuperados los cuerpos de 4 de ellos.

## Antecedentes
La región de Aysén es una zona con baja frecuencia de eventos telúricos comparada con el resto del país, pero posee una importante presencia de actividad volcánica, como es el caso del volcán Hudson, cuya erupción producida en 1991 fue la segunda más violenta en la historia vulcanológica nacional hasta esa fecha. La zona geológicamente es atravesada por la falla Liquiñe-Ofqui, que nace en la triple unión de las placas Sudamericana, de Nazca y Antártica, ubicada cerca de la península de Taitao.
Desde el 23 de enero de 2007, una serie de temblores de intensidad IV en la escala de Mercalli y uno magnitud 5,3 en la escala de Richter comenzaron a afectar la zona de Puerto Aysén y Puerto Chacabuco. Algunas personas sintieron olor a azufre, lo que generó especulaciones de una nueva erupción del Hudson. Los expertos descartaron rápidamente la posibilidad de un evento volcánico, pero la seguidilla de temblores continuó: en menos de un mes se registraron cerca de 950 sismos perceptibles por la población y uno de estos, de intensidad VI en la intensidad, habría comenzado a acentuar el pánico en los habitantes.
Ante dicha situación, el gobierno envió un grupo de especialistas de SERNAGEOMIN durante febrero de 2007 a estudiar el origen del enjambre sísmico. Estos especialistas entregarían un informe en el que se detectaba una alta actividad magmática a menos de 9 kilómetros de profundidad en la corteza terrestre, bajo el fiordo de Aysén a 20 km de distancia de Puerto Chacabuco. En ese punto, de acuerdo a los estudios, se estaría gestando un volcán submarino cuya erupción sería un hecho científicamente novedoso y único debido a sus características.
La serie de eventos telúricos se mantuvo durante los meses siguientes, totalizando alrededor de 6.100 sismos, y comenzó a acentuarse nuevamente en abril de 2007.

### Cronología de la actividad sísmica en Aysén en 2007
A continuación se entrega una cronología de la actividad sísmica en Aysén a comienzos del 2007.
- 22 de enero: primer movimiento sísmico con intensidad II en la escala de Mercalli.
- 23 de enero: segundo sismo, grado IV en la escala de Mercalli.
- 24 de enero: prosiguen los temblores. La Onemi declara estado de Alerta Temprana.
- 27 de enero: se contabilizan alrededor de 100 temblores en seis días.
- 30 de enero: Onemi afirma que el epicentro es submarino y que se encuentra en el fiordo de Aysén.
- 1 y 2 de abril: dos nuevos temblores, de VI grados en la escala de Mercalli.
- 19 de abril: sismo de intensidad V en la escala de Mercalli.
- 21 de abril: el sismo principal, de magnitud 6,2 Escala sismológica de magnitud de momento y con una intensidad máxima VII Mercalli, acompañado de un Tsunami con olas de 6 Metros.

## Características del terremoto
El sismo ocurrió a las 13:53:47 hora local (UTC-4) y tuvo una magnitud de 6,2 en la Escala sismológica de magnitud de momento. El epicentro se ubicó en las coordenadas 45°15′58″S 72°29′46″O / -45.266, -72.496, cerca de 20 km al noreste de Puerto Aysén y 45 km al noroeste de Coyhaique, la capital regional. El hipocentro tuvo una profundidad de 36.7 km.
La intensidad en la escala de Mercalli según la ONEMI fue la siguiente en diversas localidades:
- Puerto Aysén: VII
- Puerto Chacabuco: VII
- Coyhaique: VI
- Balmaceda: V
- Cochrane: IV

## Efectos
El terremoto provocó conmoción en las diferentes ciudades de la región. En las localidades no se presentaron situaciones graves y se reportó una alta concurrencia a centros asistenciales, por lo que fueron reforzadas la posta de Puerto Chacabuco y el Hospital de Aysén. En el cerro Marchant, localizado en esta última ciudad, se produjeron derrumbes que afectaron a dos viviendas, mientras que en el sector Aguas Muertas de la misma ciudad, cayeron 3 postes del tendido eléctrico. Los servicios eléctrico y de agua potable sufrieron cortes en algunas ciudades, los que serían repuestos en las horas siguientes. El Puente Presidente Ibáñez sobre el río Aysén habría presentado algunos problemas, los que serían corregidos rápidamente.
Los grandes problemas se produjeron en la zona costera adyacente al fiordo. El sismo sumado al derrumbe de algunos cerros costeros provocó marejadas que superaron los 6 m de altura, arrasando con diversas viviendas aledañas en la zona de punta Tortuga. Aunque más de 50 trabajadores pesqueros lograron ser evacuados en embarcaciones, 10 personas se encontraban desaparecidas al anochecer, algunas de las cuales fueron arrastradas por las olas. Dicha situación habría sido presenciada por algunos medios de comunicación, el alcalde de la ciudad y su comitiva, dentro de la cual estaban dos de los arrastrados.
Al día siguiente, con apoyo de Carabineros y el Ejército, se iniciaron las labores de búsqueda de los desaparecidos. Hasta el momento, se ha reportado que 3 cadáveres han sido encontrados.
La presidenta Michelle Bachelet arribó a la zona de catástrofe al mediodía del 22 de abril, junto al ministro del Interior, la directora de Onemi y el director general de Carabineros. En el aeródromo de Puerto Aysén fue recibida por una manifestación liderada por el alcalde de la ciudad, Óscar Catalán. Producto de incidentes durante la manifestación, el alcalde fue detenido por Carabineros, siendo liberado algunas horas después. La mandataria anunció un plan de acción para poder ayudar a las víctimas del terremoto, entre las que se encuentran reforzar las labores de los centros asistenciales de salud y apoyo a los pescadores artesanales a través de la Subsecretaría de Pesca.

Lo importante es tener vía terrestre, vía fluvial, vía aérea funcionando, para distintas y nuevas eventualidades que pueden producirse. (...) Es necesario continuar trabajando, no bajar la guardia, y mantenerse preparados porque no se puede predecir en qué momento puede volver a haber actividad sísmica de cierta importancia. Y nosotros estamos acá porque hay que estar donde la gente necesita que estén las autoridades
Michelle Bachelet, 22 de abril de 2007

El 8 de junio de 2008, el Servicio Nacional de Geología y Minería inauguró en Coyhaique una oficina técnica para facilitar la ejecución de estudios geológicos y mantener un constante monitoreo de la actividad volcánica de la zona, como parte de las acciones emprendidas por parte del Gobierno para brindar mayor seguridad a la población luego del tsunami de 2007.